# Ms. Dynamite
里欧蜜·阿玲·麦克莱恩·戴利 MBE（1981年4月26日—） ，Ms. Dynamite更知名，是一位英国说唱歌手、词曲作者、和唱片制作人。 她是水星音乐奖，两个全英音乐奖和三个MOBO奖的获得者。

## 传记
她出生于伦敦北部的拱門地区，父亲是牙买加人，母亲是苏格兰人。
如节目《Ms. Dynamite: In Search of 》所述，除了她的牙买加-苏格兰血统外，还有巴巴多斯、英格兰、爱尔兰、德国和格林纳达血统。 她是听雷鬼音乐和嘻哈音乐长大的。  虽然她想成为一名教师或社会工作者，但她最大的愿望是成为一名音乐人。 她是十一个兄弟姐妹中的老大，其中一个是Akala，就读于伦敦阿克兰 · 伯格利中学（Acland Burghley School）。
2006年，她因袭击警察被定罪，判处60小时社区服务。

## 事业

### 2001–2004: 《A Little Deeper》
Ms. Dynamite(原叫Lady Dynamite)最初因她UK garage曲风的歌曲《Booo!》而出名，这首歌经常在伦敦海盗电台播放，后来作为单曲发行。在RAW FM电台工作时，Ms. Dynamite被理查德·福布斯(DJ Sticky)在伦敦西区一家夜店所发掘。 英国各大唱片公司都对她产生了兴趣，最终她通过自己的经纪公司 Bigga Beats与宝丽多唱片签约，在那里她遇到了制作人 Salaam Remi，后者培育了她的才华。
2002年她发行了首张专辑《A Little Deeper]》，其中包括热门歌曲《It Takes More》和《Dy-na-mi-tee》。2003年这张专辑在美国发行，好评如潮。 2002年她获得了著名的水星音乐奖。 她将20000英镑的奖金捐给了英国防止虐待儿童协会。
她2002年于曼徹斯特市球場举行的大英国协运动会闭幕式上表演。2005年7月2日她在伦敦海德公园举行的Live 8音乐会上演出，演唱的歌曲包括由巴布·馬利写的《Redemption Song》。

### 2005–2006: 《Judgement Days》
2005年9月11日，她带着新专辑《Judgement Days》重返聚光灯下（此前她花时间照顾儿子Shavaar）。专辑中有更多的社会评论，如在第一首A面单曲《Judgement Day]》/《Father]》，及对托尼·布莱尔批评的歌曲《Mr Prime Minister》，這張專輯的评价並不像她首張專輯那樣好。总之单曲《Judgement Day》在英国单曲榜上名列第25位。

### 2007年至今: 事业短暂中断和事业放缓
在暂别音乐舞台后，她客串主持了BBC数字广播一台，并宣布她将在2009年发行第三张专辑《Democracy》，新专辑的第一首单曲是《Bad Gyal》。然而，当她专注于做母亲其他事的时候，发行被推迟了。与此同时2009年她出现在獨立電視台一频道的节目《Hell's Kitchen] 》中并获得第四名，后来在英國廣播公司第二台台担任《Goldie's Band: By Royal Appointment 》的专家顾问。
从那以后，她与很多人合作过，其中最著名的是Katy B的第二首单曲《Lights on》，这首歌在2010年的英国单曲排行榜上排名第四。还有和Magnetic Ma合作的歌曲《Fire》，这首歌出现在他们的首张专辑中。
单曲《Neva Soft》（由Labrinth制作）于2011年发行，但承诺的专辑没有出现。从那时起，她一直是合作歌手如2013年2月DJ Fresh与DJ Jay Fray 的歌曲《Dibby Dibby Sound》，也与乐团Showtek合作，还和Elliphant出现在David Guetta2014年专辑《Listen》歌曲《No Money No Love》中。

## 唱片
录音室专辑
- A Little Deeper (2002)
- Judgement Days (2005)

混音带
- A Little Darker (和 Akala) (2006)

## 原声
- "Dy-Na-Mi-Tee" (FIFA 2003 原声带)
- "Dynamite" (Ali G Indahouse 原声带)
- "Crazy Krush" (Misfits Channel 4原声带)

## 奖项和提名
2018年被授予为大英帝国勋章員佐勳章(MBE)，以表彰她在音乐方面的贡献。
| 年份   | 组织                | 奖项                  | 获提名作品      | 结果 |
| ------ | ------------------- | --------------------- | --------------- | ---- |
| 2002年 | MTV欧洲音乐大奖     | 最佳英国和爱尔兰法案  | Ms.Dynamite     | 提名 |
| 2002年 | 水星奖              | 年度最佳专辑          | A Little Deeper | 獲獎 |
| 2002年 | Mobo 奖             | 最佳单曲              | It Takes More   | 獲獎 |
| 2002年 | Mobo 奖             | 联合王国年度奖        | Ms.Dynamite     | 獲獎 |
| 2002年 | Mobo 奖             | 最佳新人奖            | Ms.Dynamite     | 獲獎 |
| 2003年 | 100位伟大的英国黑人 | 100名英国黑人(排名14) | Ms.Dynamite     | 提名 |
| 2003年 | 全英音乐奖          | 英国城市奖            | Ms.Dynamite     | 獲獎 |
| 2003年 | 全英音乐奖          | 英国女性独唱艺术家    | Ms.Dynamite     | 獲獎 |
| 2003年 | 全英音乐奖          | 英国突破性奖          | Ms.Dynamite     | 提名 |
| 2003年 | 全英音乐奖          | 年度最佳英国专辑      | A Little Deeper | 提名 |
| 2003年 | Mobo 奖             | 最佳单曲              | Dy-Na-Mi-Tee    | 提名 |
| 2003年 | Mobo 奖             | 最佳新人奖            | Ms.Dynamite     | 提名 |
| 2003年 | Mobo 奖             | 英国年度奖            | Ms.Dynamite     | 提名 |
| 2003年 | 媒体种族奖          | 媒体个性              | Ms.Dynamite     | 提名 |
| 2006年 | 全英音乐奖          | 英国城市奖            | Ms.Dynamite     | 提名 |